# Akinobu Yokouchi
Akinobu Yokouchi (født 30. november 1967) er en tidligere japansk fodboldspiller og træner.
Han har spillet for flere forskellige klubber i sin karriere, herunder Sanfrecce Hiroshima.
Han har tidligere trænet Sanfrecce Hiroshima.